# Nová Víska (Domašín)
Nová Víska (německy Neudörfel) je osada, část obce Domašín v okrese Chomutov. Nachází se asi 1,5 kilometru severovýchodně od Domašína. Prochází zde silnice II/224. Nová Víska leží v katastrálním území Nová Víska u Domašína o rozloze 3,03 km².

## Název
Jméno vesnice se v historických pramenech vyskytuje ve tvarech: Neudorfflein (1562), Neudorffel (1608), Neudörfl (1787 a 1846) a Nová véska nebo Neudörfel (1854).

## Historie
První písemná zmínka o Nové Vísce pochází z roku 1562. Vesnice vznikla u tehdejšího dvora Puschhof a patřila k přísečnickému panství. Podle berní ruly z roku 1654 ve vsi žilo osm chalupníků, kteří obdělávali celkem sedmnáct strychů polí a měli dva potahy, deset krav, dvanáct jalovic a deset koz. Základem jejich obživy byl chov dobytka, ale na okolních polích se pěstovalo také žito a jeden chalupník provozoval hospodu. U vesnice se pokusně těžily menší krevelové žíly. Po druhé světové válce se Nová Víska vylidnila, a úředně zanikla k 1. lednu 1979.

## Obyvatelstvo
Při sčítání lidu v roce 1921 zde žilo 208 obyvatel (z toho 105 mužů), kteří byli kromě jednoho Čechoslováka německé národnosti a všichni patřili k římskokatolické církvi. Podle sčítání lidu z roku 1930 měla vesnice 212 obyvatel německé národnosti, kteří byli s výjimkou jednoho evangelíka římskými katolíky.
|                                                                                             | 1869 | 1880 | 1890 | 1900 | 1910 | 1921 | 1930 | 1950 | 1961 | 1970 | 1980 | 1991 | 2001 | 2011 | 2021 |
| ------------------------------------------------------------------------------------------- | ---- | ---- | ---- | ---- | ---- | ---- | ---- | ---- | ---- | ---- | ---- | ---- | ---- | ---- | ---- |
| Obyvatelé                                                                                   | 204  | 203  | 242  | 230  | 218  | 208  | 212  | 7    | —    | 2    | —    | —    | —    | 14   | 8    |
| Domy                                                                                        | 30   | 38   | 39   | 40   | 39   | 39   | 38   | 26   | —    | 2    | —    | —    | —    | 4    | —    |
| Počet domů v roce 1961 je zahrnut v domech Domašína a údaje za roky 1980 a 1991 v Louchově. |      |      |      |      |      |      |      |      |      |      |      |      |      |      |      |

## Obecní správa
Po zrušení poddanství Nová Víska patřila do okresu Přísečnice, ale pří sčítání lidu v letech 1869–1890 byla evidována jako obec v okrese Kadaň. Při dalších sčítáních v letech 1900 až 1930 opět spadala pod okres Přísečnice. V roce 1945 se nacházela v okrese Vejprty a roku 1949 se stala částí obce Louchov v okrese Kadaň. V období 1961–1978 byla částí obce Domašín a od 1. ledna 1979 úředně jako část obce zanikla. Obnovena byla až od 1. dubna 2002 opět jako část obce Domašín. Od roku 1850 do roku 1945 k Nové Vísce patřila osada Krčma.